# الحجارات (الحيمة الخارجية)

تعديل مصدري - تعديل

الحجارات هي إحدى قرى عزلة الاعمور بمديرية الحيمة الخارجية التابعة لمحافظة صنعاء، بلغ تعداد سكانها 152 نسمة حسب تعداد اليمن لعام 2004.